# Crossomitrium calomicron
Crossomitrium calomicron là một loài rêu trong họ Pilotrichaceae. Loài này được (Broth.) W.H. Welch mô tả khoa học đầu tiên năm 1971.